# تپه قلعه شهسوار
تپه قلعه شهسوار مربوط به عصر آهن است و در شهرستان کوثر، بخش مرکزی، دهستان سنجبد غربی، روستای شهسوار واقع شده و این اثر در تاریخ ۳۰ بهمن ۱۳۸۶ با شمارهٔ ثبت ۲۱۰۷۳ به‌عنوان یکی از آثار ملی ایران به ثبت رسیده است.